# گته وامی
گته وامی (انگلیسی: Gete Wami؛ زادهٔ ۱۱ دسامبر ۱۹۷۴)دونده دو استقامت و دونده ماراتن زن اهل اتیوپی بود.